# All Night (Parov Stelar)
All Night è un singolo del DJ austriaco Parov Stelar, pubblicato nel 2012.
Il brano ha avuto successo in Italia nel 2017 a seguito di un suo utilizzo in uno spot televisivo, trasmesso inizialmente all'inizio dell'anno, e successivamente rivisitato durante lo stesso anno, della TIM.

## Tracce
- Album CD1

1.02. All Night – 2:46
- Album CD2

2.11. All Night (Extended Club Version) - 4:22

## Classifiche
| Classifica (2014-17) | Posizione massima |
| -------------------- | ----------------- |
| Austria              | 42                |
| Francia              | 57                |
| Germania             | 35                |
| Italia               | 8                 |
| Svizzera             | 57                |

## La cover di Mina
Nel febbraio 2017 in occasione dell’utilizzo dell’azienda come sponsor per il Festival di Sanremo Mina realizza una cover in esclusiva per gli spot che la vedono protagonista per tutte le serate del Festival. Tuttavia la versione di Mina, inviata alle radio nel luglio 2017, viene utilizzata anche negli spot in onda da giugno e a partire da dicembre in occasione del Natale viene riarrangiata in chiave natalizia. Testimonial della TIM, con questa versione della canzone, è sempre stato il ballerino protagonista del video originale, ovvero Sven Otten tranne nel periodo del Festival di Sanremo dove la testimonial è stata Mina travestita da ballerino. La versione di Natale prevede la partecipazione, in occasione delle pubblicità televisive, della pattinatrice Carolina Kostner.